# Rhodobates canariensis
Rhodobates canariensis är en fjärilsart som beskrevs av Petersen och Reinhardt Gaedike 1979. Rhodobates canariensis ingår i släktet Rhodobates och familjen äkta malar. Inga underarter finns listade.